# Ianculești, Argeș
Ianculești este un sat în comuna Șuici din județul Argeș, Muntenia, România.